# ترین ۲۰۳۴۲
سیارک ۲۰۳۴۲ (به انگلیسی: 20342 Trinh، نامگذاری:1998HB97) بیست هزار و سیصد و چهل و دومین سیارک کشف شده‌است که در ۲۱ آوریل ۱۹۹۸ کشف شد.
قدر مطلق سیارک برابر ۱۶.۲ است.